# Lilek vejcoplodý
Lilek vejcoplodý (Solanum melongena), jinak také baklažán, je jednoletá rostlina z rodu lilek (příbuzná s bramborem a rajčetem), z čeledi lilkovité. Dorůstá až jednometrové výšky. Květy jsou nachové až světle fialové. Plodem jsou červenofialové bobule používané jako plodová zelenina a označované jako lilek.

## Původ a rozšíření

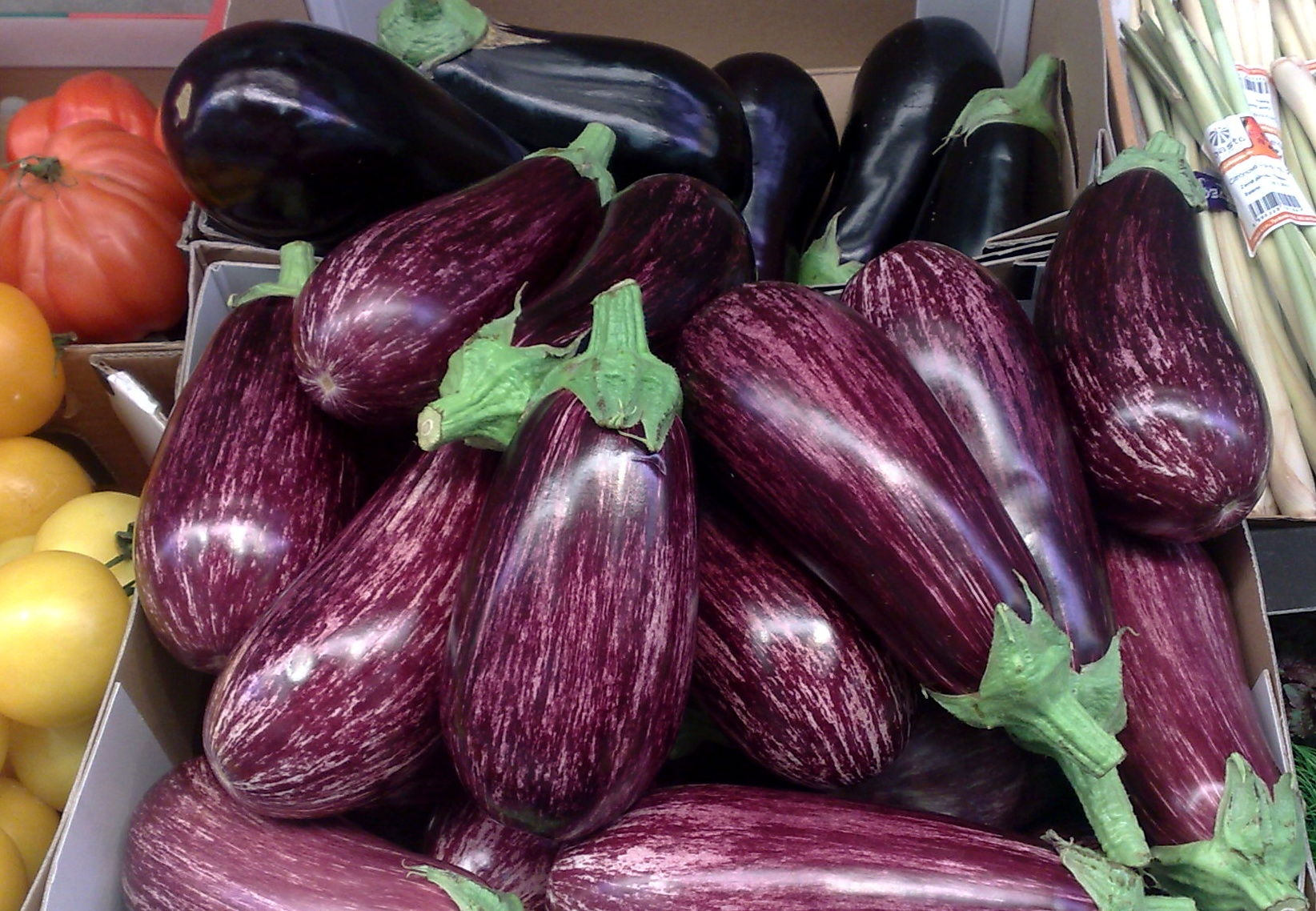
Plody lilku vejcoplodého

Lilek vejcoplodý (Solanum melongena), známý také jako baklažán, pochází z východní Indie, kde se pěstuje již více než 4000 let.  Odtud se postupně rozšířil do dalších částí světa, nejprve do oblasti Středomoří během 12. a 13. století a ve střední Evropě se objevil až v 18. století.  Dnes je lilek oblíbenou součástí mnoha kuchyní po celém světě.. Lilek vejcoplodý se především pěstuje jako zelenina (botanicky správně se však jedná o ovoce, stejně jako je tomu u rajčete, papriky a jiných lilkovitých). Je náročný na teplo. Je vhodný i pro skleníkové pěstování. Více je rozšířeno pěstování na záhonu, ale lze jej pěstovat ve skleníku nebo i v květináči min. průměru 22 cm, potom má dost zeminy pro vytvoření dostatečného kořenového systému. Úroda se pohybuje až 7 plodů/1 rostlinu. Lilek se musí přihnojovat a zeminu je nutno udržovat neustále vlhkou.
Plody se konzumují zásadně tepelně upravené. Lilek se vysévá nejlépe už v únoru, protože keřík roste velmi pomalu a navíc je třeba výhony zaštípnout, aby rostlina vytvořila keřík. Za oknem na parapetu sazenice zdárně sílí a teprve začátkem června ji je možno umístit na záhon nebo ponechat v květináči. Rostliny mohou v květináči i přezimovat.
Lilek, který pochází z teplé Východní Indie, se pěstuje pro podlouhlé plody s fialovou pokožkou a jemnou měkkou dužninou. Existují i kultivary kulaté. Je vhodný jako dietní jídlo při žaludečních a střevních chorobách a při chorobách souvisejících s výměnou látkovou. Příznivě ovlivňuje obsah cholesterolu v krvi. Obsahuje vitamíny, zejména provitamín A, minerální soli a jiné účinné látky.
Lilek lze s úspěchem pěstovat na záhonech jen v teplých a slunných polohách. Tepelné nároky má obdobné jako paprika. Vyžaduje lehčí, teplé humózní a dostatečně hluboké půdy. Těžké a vlhké půdy jsou studené, a proto se pro pěstování lilku nehodí. V méně vhodných polohách, kde bývá vlhké studené počasí, jej lze pěstovat v pařeništi nebo pod přenosným pařeništním rámem. Je též výhodné pěstovat lilek na záhonech přikrytých černou netkanou textilií, která více absorbuje teplo a zahřívá půdu, nebo pod tunelovými kryty.
Semena se vysévají počátkem března do misek nebo truhlíků ve skleníku nebo pařeništi. Semenáčky se přepichují na vzdálenost 10 cm nebo raději do květináčů průměru 10 cm. Během pěstování sazenic nemá klesnout teplota po 18 °C. Rostliny se vysazují na záhony koncem května nebo počátkem června, do poloteplého nebo studeného pařeniště koncem dubna, na vzdálenost 40 × 40 cm. Půdu je třeba vyhnojit stejně jako pro rajčata. Nastane-li po výsadbě chladné počasí, přikrývají se sazenice na záhonech ochrannými fóliovými klobouky.
K tvorbě velkých plodů je třeba ponechat na rostlině jen 4 nejsilnější výhony a na nich 5 až 7 plodů. Ostatní výhony, popřípadě i malé plody se včas vyštipují. V době tvorby plodů je lilek náročný na vláhu. Plody se sklízí před plnou zralostí, tak mají pevnější a chutnější dužninu. Odřezávají se i se stopkou.

## Použití v kuchyni
Běžnou úpravou je čerstvý marinovaný lilek. Syrový baklažán vložíme do marinády z octa, soli, rozmačkaného česneku a pepře. Po 24 hodinách se konzumuje syrový. Oloupané a na tenká kolečka pokrájené lilky lze v těstíčku smažit na oleji, velmi chutný je také lilek zapečený (baba ganuš), lilek lze také sterilovat.

## Obsahové látky
Lilek vejcoplodý je mimořádně bohatý na minerální soli fosforu, vápníku, draslíku, hořčíku, železa a manganu.
Tabulka udává dlouhodobě průměrný obsah živin, prvků, vitamínů a dalších nutričních parametrů zjištěných plodu lilku.

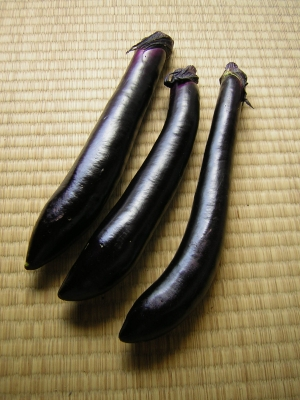
Plody
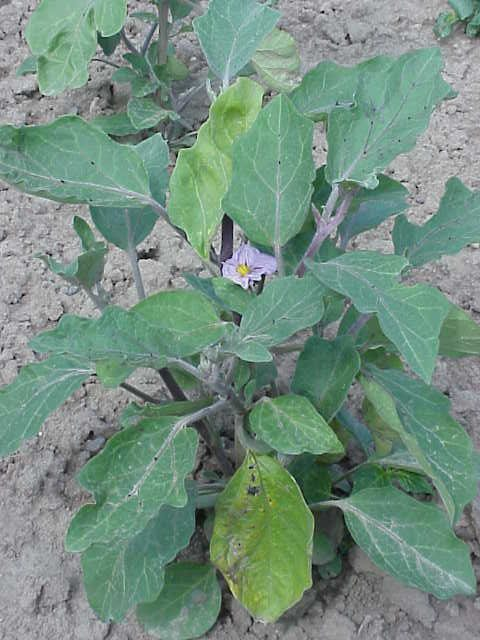
Rostlina
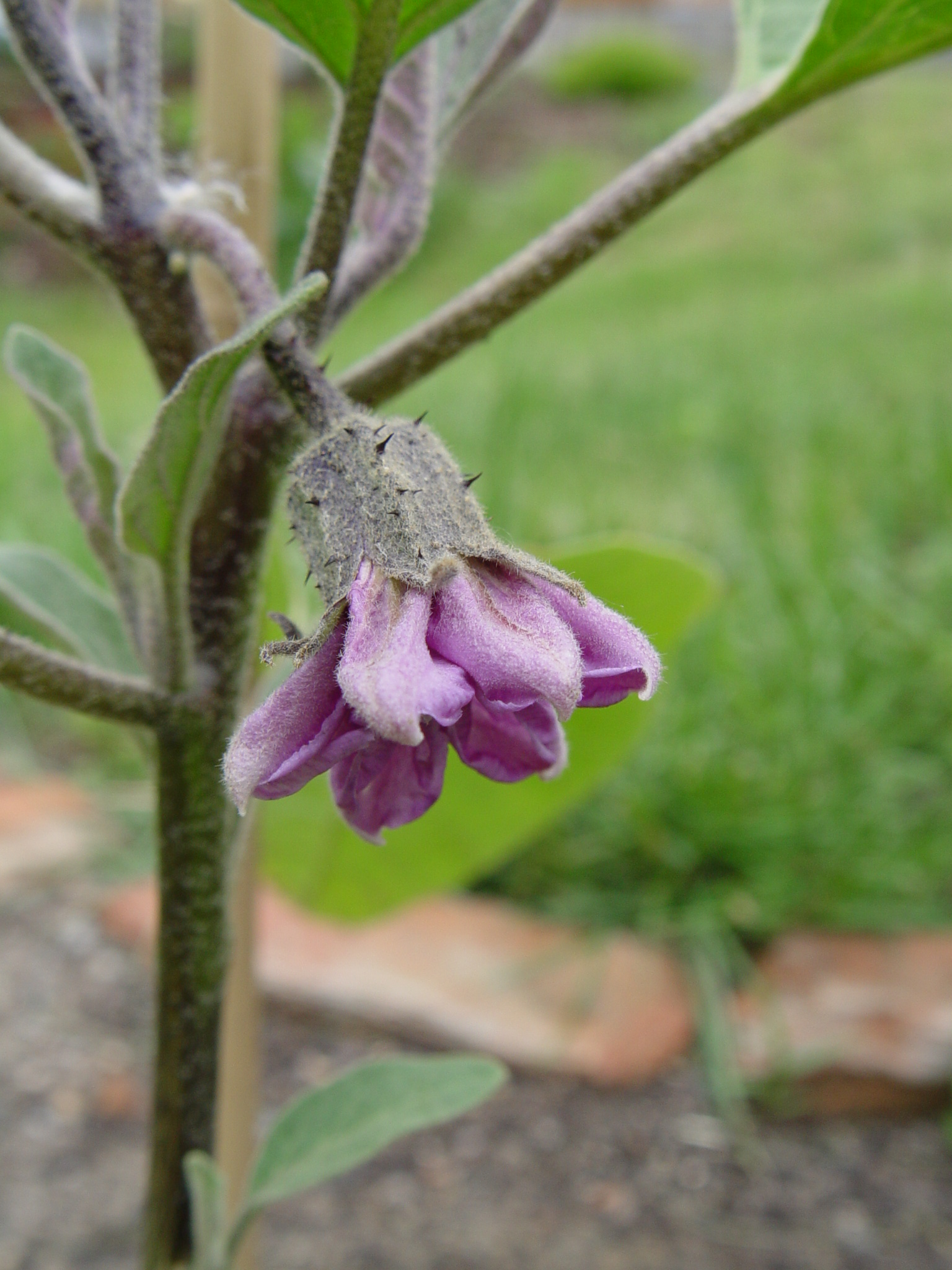
Květ

| Složka          | Jednotka | Průměrný obsah | Prvek (mg/100 g) | Průměrný obsah | Složka (mg/100g) | Průměrný obsah |
| --------------- | -------- | -------------- | ---------------- | -------------- | ---------------- | -------------- |
| voda            | g/100 g  | 92,9           | Na               | 2              | vitamin C        | 5              |
| bílkoviny       | g/100 g  | 0,9            | K                | 210            | vitamin B1       | 0,04           |
| tuky            | g/100 g  | 0,4            | Ca               | 10             | vitamin E        | 0,03           |
| cukry           | g/100 g  | 2,0            | Mg               | 11             | vitamin B6       | 0,07           |
| celkový dusík   | g/100 g  | 0,14           | P                | 16             | provitamin A     | 30–65          |
| vláknina        | g/100 g  | 2,0            | Fe               | 0,3            | karoten          | 0,070          |
| mastné kyseliny | g/100 g  | 0,3            | Cu               | 0,01           | thiamin          | 0,02           |
| cholesterol     | g/100 g  | 0              | Zn               | 0,2            | riboflavin       | 0,01           |
| energie         | kJ/100 g | 64             | Mn               | 0,1            | niacin           | 0,1            |

- Plody
- Rostlina
- Květ